# Hans-Adolf Engel
Hans-Adolf Engel (16 de agosto de 1915 - 19 de março de 1983) foi um comandante de U-Boot que serviu na Kriegsmarine durante a Segunda Guerra Mundial.